# Rhypotoses humida
Rhypotoses humida är en fjärilsart som beskrevs av Swinhoe 1906. Rhypotoses humida ingår i släktet Rhypotoses och familjen tofsspinnare. Inga underarter finns listade.